# Bernardo Rucellai

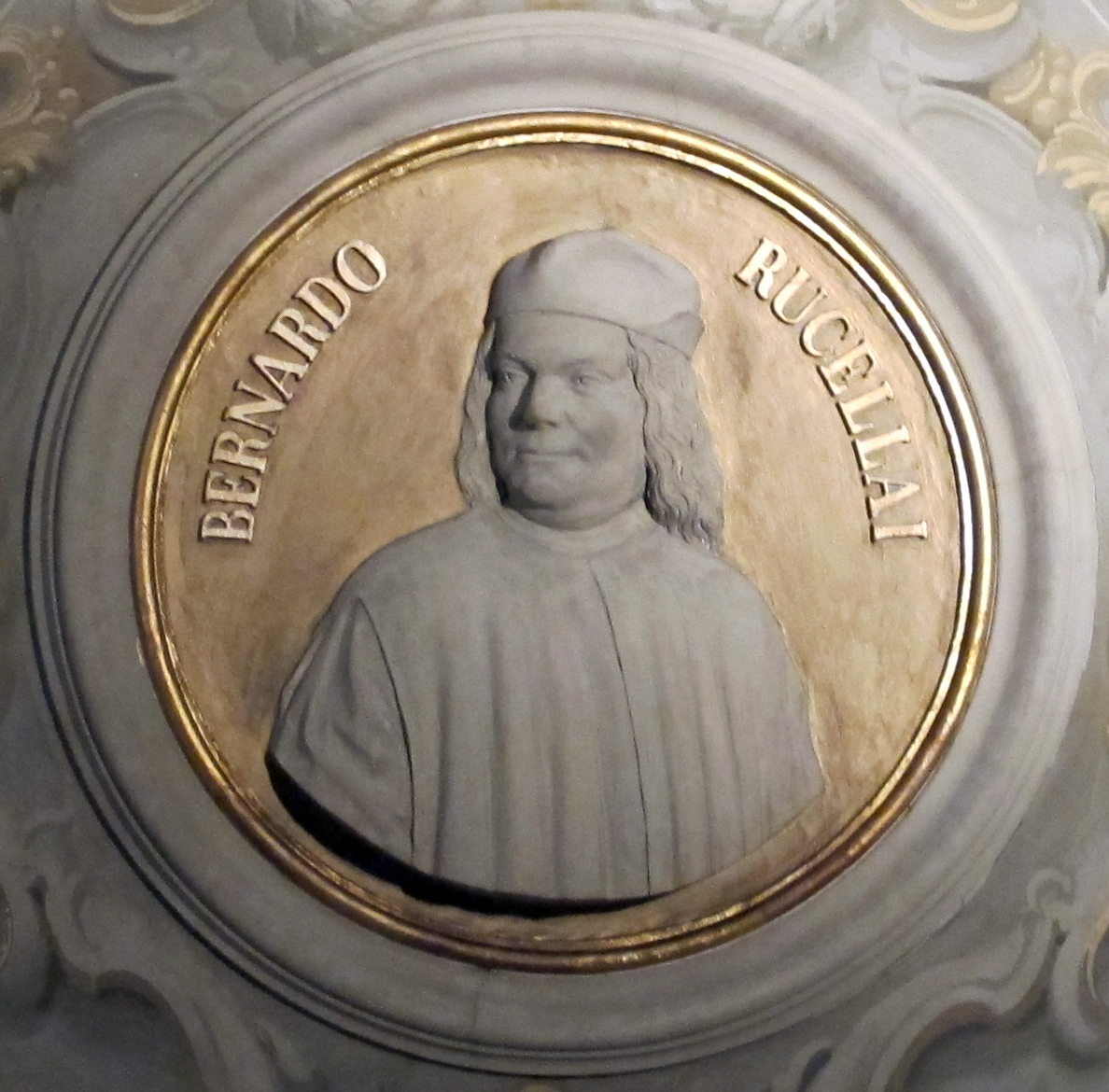
Medaglione di Bernardo Rucellai a palazzo Venturi Ginori

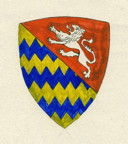
Stemma Rucellai

Bernardo Rucellai (Firenze, 11 agosto 1448 – Firenze, 7 ottobre 1514) è stato uno scrittore e umanista italiano, figlio di Giovanni della ricca famiglia dei Rucellai.

## Biografia
Come il padre esercitò alcuni pubblici uffici e nel contempo fu un mecenate munifico, scrivendo talvolta opere eleganti.
Nel 1466 si sposò con Nannina de' Medici, sorella maggiore di Lorenzo il Magnifico, imparentando così le due importanti famiglie fiorentine. Di questo sposalizio, passato alle cronache per lo sfarzo e la ricchezza dei festeggiamenti, ci è giunto un puntuale rendiconto di spesa, con un elenco enorme di vivande consumate. Da lei ebbe cinque figli: Cosimo, Palla, Piero, Giovanni e Lucrezia. Inoltre, si presume che Tommaso Masini da Peretola, eccentrico allievo di Leonardo da Vinci noto anche come Zoroastro, fosse in realtà suo figlio naturale. 
Aprì i giardini del suo palazzo, gli Orti Oricellari, ai più illustri letterati dell'epoca, come Gian Giorgio Trissino, che vi rappresentò la tragedia Sofonisba, o Niccolò Machiavelli, che qui lesse i suoi Discorsi. In questo luogo si ritrovò l'Accademia Neoplatonica dopo la morte di Lorenzo il Magnifico (1492). Il gruppo d'intellettuali, dei primi anni del Cinquecento, ha fortemente influenzato anche il pensiero di Machiavelli e Guicciardini. Nell'interpretazione del ruolo della religione Rucellai e i suoi amici anticiperanno un concetto molto caro a Machiavelli: occupare una funzione civile. Come ha affermato lo specialista di Rucellai : Battista Liserre
L'Accademia degli Orti Oricellari continuò con i suoi figli Palla e Giovanni, ma ebbe alterne fortune per via dei discorsi politici che vi si facevano: non di rado vi si tessevano gli elogi della Repubblica, rispetto alla signoria medicea, facendo per ben due volte piombare su questi raduni l'accusa di congiura, con i conseguenti scioglimenti e punizione dei partecipanti (tra i quali comparve due volte, seppur con pene lievi, il Machiavelli).
Bernardo fu un diligente scrittore di argomento storico nel De urbe Roma, sulle antichità della città, nel De bello italico sulla spedizione di Carlo VIII in Italia e nella Historia de bello pisano sulla guerra che portò alla conquista di Pisa.

## Discendenza
Bernardo ebbe dalla moglie Nannina de' Medici cinque figli:
- Cosimo (1º giugno 1468 - 15 febbraio 1497), sposò Giovanna Malaspina (maggio 1471 - 12 maggio 1501, figlia del marchese di Fosdinovo Gabriele II Malaspina) nel 1485,[4] dalla quale ebbe un figlio:
  - Bernardo, poi detto "Cosimo" (8 ottobre 1495 - 1520), poeta[5]
- Palla (1º luglio 1473 - 4 aprile 1543), letterato e fedele sostenitore dei Medici;
- Piero (19 agosto 1474 - 8 agosto 1511);
- Giovanni (1475 - 1525), scrittore e umanista;
- Lucrezia (20 ottobre 1484 - 30 novembre 1527[6]), affetta da deformità, sposò Lorenzo di Filippo Strozzi (1482 - 1549) nel 1503.[7]

Ebbe anche un figlio illegittimo: 
- Tommaso Masini (che alcuni identificano con Tommaso Masini da Peretola, detto Zoroastro, 1462 - 1532), allievo di Leonardo da Vinci.